# Alteburg (Arnstadt)
Die Alteburg ist der 398 m ü. NHN hohe nordöstliche Bergsporn des Plateaus von Gossel der Ohrdrufer Platte am südlichen Stadtrand von Arnstadt im Ilm-Kreis, Thüringen. Sie liegt zwischen dem Tal der Gera und dem Jonastal. Ursprünglich nannte man die Anhöhe Jonasberg.

## Geschichte
Diese Anhöhe war in vorgeschichtlicher Zeit schon besiedelt. Es führte damals ein Höhenweg vom Thüringer Wald über Oberhof und Ohrdruf über den Sporn. Auf der Anhöhe befanden sich befestigte Höhensiedlungen von der Jungsteinzeit bis zur späten Bronzezeit. Funde belegen die Besiedlung. Zwei Wälle und Reste eines Vorwalls sowie Trockenmauerreste existieren heute noch.
1841 wurden Trümmer der ursprünglichen Alteburg gefunden. Diese Burgreste waren von einer der mittelalterlichen Stadtbefestigung vorgelagerten Warte. Nach einem Beleg wurde eine solche Warte 1455 gebaut und finanziell beglichen. 1788/1789 wurde das Bergplateau urbar gemacht. Die Ruine der Warte wurde Ende des 19. Jahrhunderts abgebrochen und mit Steinen der Bau des Gasthauses „Ganz“ durchgeführt.
1822 hat Ch. Schierholz einen Pappelkreis pflanzen lassen. 1897 erfolgte auf dem Bergsporn die Grundsteinlegung für den Bau eines Turmes, der in Erinnerung an den Deutsch-Französischen Krieg 1870/1871 als Kaiserturm bzw. Bismarckturm bezeichnet wurde, heute aber meist nur Alteburgturm genannt wird. Der Bau des 30 Meter hohen Turms wurde 1902 abgeschlossen. Im gleichen Jahr wurde der Pappelkreis neu gepflanzt.